# Kappa Cassiopeiae
Kappa Cassiopeiae (κ Cas, κ Cassiopeiae) è una stella della costellazione di Cassiopea. Di magnitudine apparente +4,189 dista 4466 anni luce dal sistema solare

## Osservazione
κ Cassiopeiae è una stella dell'emisfero celeste boreale, ed è facilmente individuabile perché costituisce il vertice centrale della W di Cassiopea. La sua declinazione è pari +62° 55′, di conseguenza la stella diventa circumpolare più a nord della latitudine 33°N, mentre rimane invisibile più a sud del parallelo 33°S, vale a dire dall'Uruguay, per buona parte di Cile e Argentina, dalla Nuova Zelanda, dalle regioni meridionali di Australia e Sudafrica e dal continente antartico. Essendo di magnitudine apparente 4,2, risulta facilmente osservabile ad occhio nudo, a patto di avere a disposizione un cielo buio.
Il periodo migliore per la sua osservazione, dove nell'emisfero nord si presenta alta nel cielo nelle prime ore serali, è durante l'autunno boreale, mentre nell'emisfero australe la sua visibilità è limitata ai mesi primaverili, da settembre a dicembre

## Caratteristiche fisiche
Kappa Cassiopeiae è una calda supergigante blu di classe spettrale B1Iae. Si tratta di una stella estremamente massiccia e luminosa; con una massa 27 volte quello del Sole ed un raggio 40 volte superiore è destinata ad avere una breve vita e probabilmente ora sta già convertendo l'elio in carbonio nel suo nucleo tramite il processo tre alfa. L'età stimata è inferiore ai 5 milioni di anni, ha una perdita di massa dovuta al forte vento solare 10 milioni di volte superiore a quella del Sole ed in breve tempo (su scala astronomica) esploderà in una supernova di tipo II. Stelle di questa massa sono al limite oltre il quale, dopo l'esplosione, il suo nucleo rimanente collassi in un buco nero. Questo tipo di stelle sono leggermente variabili, essa è infatti classificata come variabile Alfa Cygni, con una magnitudine che varia tra la +4,22 e +4,3.
Ipoteticamente, se Kappa Cassiopeiae fosse al posto del Sole, la Terra dovrebbe essere 570 volte più lontana di quanto non lo sia dal Sole stesso per avere condizioni adatte ad ospitare la vita.